# Masasteron tealei
Masasteron tealei är en spindelart som beskrevs av Baehr 2004. Masasteron tealei ingår i släktet Masasteron och familjen Zodariidae.
Artens utbredningsområde är Western Australia. Inga underarter finns listade i Catalogue of Life.